# Rafael Tarud
Rafael Roberto Tarud Siwady (Talca, 30 de abril de 1918-Santiago, 2 de mayo de 2009) fue un abogado y político, socialista y nacionalista popular chileno de ascendencia palestina. Se desempeñó como ministro de Estado de su país, durante el segundo gobierno del presidente Carlos Ibáñez del Campo entre 1953 y 1955. Posteriormente, ejerció como senador de la República en representación de la 6.ª Agrupación Provincial, durante dos periodos legislativos consecutivos desde 1957 hasta 1973.

## Familia y estudios
Nació en la comuna chilena de Talca el 30 de abril de 1918, hijo de los inmigrantes palestinos Jorge Tarud Abdelnur y Rahme Siwady David. Realizó sus estudios primarios en la Escuela Pública N° 6 de Talca y los secundarios en el Liceo de esa misma ciudad. Tras finalizar su etapa escolar, ingresó a la Universidad de Chile donde cursó la carrera de leyes.
Se casó con Helene Daccarett Mobarec, con quien tuvo cinco hijos: Ricardo, Minerva, Rafael, Claudio y Jorge, este último ejerció como embajador durante los gobiernos de la Concertación, y luego como diputado.

## Carrera profesional
En el ámbito privado, se dedicó a las actividades comerciales; desde 1934 ocupó una posición ejecutiva en la firma "Jorge A.Tarud e Hijos Ltda." en Talca y, posteriormente, en "Tarud Ltda."
Fue director de la Cámara de Comercio de Talca (CCT) y presidente del Consejo Nacional de Comercio Exterior (CONDECOR), desde octubre de 1952, nombrado por el presidente Carlos Ibáñez del Campo.

## Carrera política
Con relación a su carrera política, se inscribió en el Partido Agrario Laborista (PAL), donde llegó a ser elegido su presidente, el 12 de noviembre de 1953, en el 7.° Congreso del partido, celebrado en Valparaíso.
El 14 de abril de 1953 fue nombrado como ministro de Economía y Comercio, simultáneamente con la cartera de Minas, en la segunda presidencia de Carlos Ibáñez del Campo; sirviendo ambos cargos hasta el 14 de octubre de 1953; paralelamente fue ministro subrogante (s) de Relaciones Exteriores, entre los días 4 y 13 de julio de 1953. Dos años más tarde, volvió a ser nombrado como ministro de Economía y Comercio, ejerciendo el cargo entre el 6 de enero y el 30 de mayo de 1955.
En 1956, renunció a su militancia en el Partido Agrario Laborista (PAL). y en las elecciones parlamentarias del año siguiente, se presentó como candidato independiente —apoyado por los partidos de izquierda— a senador, resultando elegido por la 6.ª Agrupación Provincial (correspondiente a las provincias de Curicó, Talca, Linares y Maule), por el período legislativo 1957-1965. Durante su gestión integró la Comisión Permanente de Economía y Comercio, la que presidió en 1957 y 1961; la de Relaciones Exteriores; la de Defensa Nacional; la de Gobierno y la de Agricultura y Colonización. Miembro de la Comisión Mixta de Presupuesto. En 1961 asistió, integrando la delegación chilena, a la Conferencia de Jefes de Estado celebrada en Belgrado. Y en 1965 viajó a Canadá, integrando la delegación parlamentaria chilena, a la 51.ª Conferencia Interparlamentaria efectuada en Ottawa.
En las elecciones parlamentarias de 1965, fue reelegido como senador, por la misma 6.ª Agrupación Provincial, por el período 1965-1973, en representación de su nuevo partido, Acción Popular Independiente (API), del que fue uno de sus fundadores. En esa oportunidad, integró la Comisión Permanente de Economía y Comercio y la de Agricultura y Colonización.
En 1969 fue precandidato presidencial, para las elecciones de 1970; sin embargo, decidió apoyar al candidato socialista Salvador Allende, siendo generalísimo de su campaña.
Entre las mociones presentadas que fueron ley de la República, está la Ley n° 16.919, del 9 de septiembre de 1968, sobre «pago de reajustes adeudados a pensionados de la Caja de Previsión de la Defensa Nacional y de Carabineros de Chile»; la ley n° 16.604, del 30 de diciembre de 1966, sobre «Amnistía a Alcaldes y Regidores de diversas municipalidades»; la ley n° 16.811, del 4 de mayo de 1968, relativo a «nueva denominación a la Escuela de Carabineros de Chile: Escuela de Carabineros General Carlos Ibáñez del Campo»; y la ley n° 17.526, del 9 de octubre de 1971, correspondiente a «beneficios a personas que hayan inscrito como propio a un hijo ajeno». En su calidad de parlamentario, fue declarado Huésped de Honor por la República Árabe Unida, Yugoslavia, Unión Soviética, Jordania, y Checoslovaquia. Asimismo, fue condecorado por los gobiernos de Bolivia, España y Jordania.
Después del golpe de Estado del 11 de septiembre de 1973 se fue exiliado a Suiza y España; y fue uno de los primeros dirigentes políticos a los que se le permitió regresar al país.
En las postrimerías de la dictadura militar del general Augusto Pinochet, en 1987, fundó junto con Ricardo Lagos y Jorge Schaulsohn el Partido por la Democracia (PPD).
Fue un amante de la literatura y de las artes en general; escribió versos que fueron publicados en El Peneca y participó en la Compañía Teatral de Alejandro Flores.
Siendo el último miembro vivo del gabinete de ministros de la segunda administración de Ibáñez del Campo, falleció en Santiago de Chile, el 2 de mayo de 2009 a la edad de 91 años.

## Historial electoral

### Elecciones parlamentarias de 1965
- Elecciones parlamentarias de 1965, candidato a senador por la 6ª Agrupación Provincial de Curicó, Talca, Maule y Linares (Fuente: Dirección del Registro Electoral, 7 de marzo de 1965)